# ليزلي جوي روجرز
ليزلي جوي روجرز (بالإنجليزية: Lesley Joy Rogers)‏ هي أكاديمية أسترالية، ولدت في 31 يوليو 1943 في بريزبان في أستراليا.